# Stryj (Fluss)
Der Stryj (ukrainisch Стрий) ist ein rechter Nebenfluss des Dnister. 
An seinem Ufer liegt die gleichnamige ukrainische Stadt Stryj. 
Der Stryj entspringt in den Waldkarpaten. Im Delta der Flüsse Stryj und Opir befindet sich der „natsional'ny park Skolivs'ki Beskydy“ (bei Skole). Danach durchfließt der Fluss die gleichnamige Stadt Stryj und fließt weiter durch Schydatschiw. Kurz darauf mündet der Stryj in den Dnister.
Die Länge der Stryj beträgt ca. 232 km. Der Fluss hat ein Einzugsgebiet von rund 3055 km². 
Der mittlere Abfluss 17 km oberhalb der Mündung beträgt 45,2 m³/s.
Bei Hochwasser erreicht der Stryj Abflüsse von bis zu 890 m³/s.